# علي الصعيدي العدوي
علي بن أحمد بن مكرم الله الصعيدي العدوي المالكي (1112 - 1189 هـ - 1700 - 1775م) أبو الحسن، الملقب بالعَدَوي نسبة إلى قرية "بَني عدي" بالقرب من منفلوط؛ حيث ولد، الشهير بالصعيدي، هو شيخ شيوخ فقهاء المالكية في عصره، واحد صدور الازهر، وله أيضا بالحديث وعلومه.

## حياته
ولد الصعيدي ببني عدي وقدم الى القاهرة، وحضر دروس مشايخ عصره، وتلقن الطريقة الأحمدية عن الشيخ علي بن محمد الشناوي، ودرس في الأزهر وغيره.

## كتبه
1. حاشية على كفاية الطالب الرباني لرسالة ابن أبي زيد القيرواني - ط فقه.[4]
2. حاشية على شرح العزية للزرقاني - ط.
3. حاشية على شرح الخرشي على خليل - ط.
4. حاشية على شرح شيخ الإسلام زكريا الأنصاري على ألفية المصطلح للعراقي - خ.
5. حاشية على شرح الجوهرة لعبد السلام.
6. حاشية على شرح السلم للأخضري - خ.
7. تقريرات على شرح السنوسية للمصنف - خ
8. التحريرات والنكات على شرح المحلي للورقات - طبع عن دار الرياحين 1442 هـ - 2021 م.
9. رسالة فيما تفعله فرقة المطاوعة من المتصوفة من البدع كالطبل والرقص - خ.